# Trijp

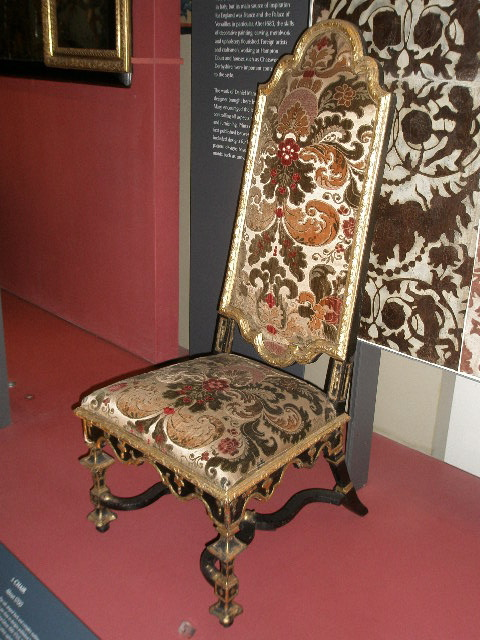
Barokke stoel

Trijp is een poolweefsel met in de eenvoudige versie een katoenen grondweefsel en een wollen pool. De goede kwaliteiten bevatten een korte pool van mohair (het haar van de angorageit). Trijp (de moderne benaming is mohair velours) was een kostbare stof die gebruikt werd en wordt als meubelbekleding, voor wandbekleding en voor galakleding. Er zijn ware kunstwerken van dit materiaal vervaardigd die in diverse musea en kastelen te bewonderen zijn.

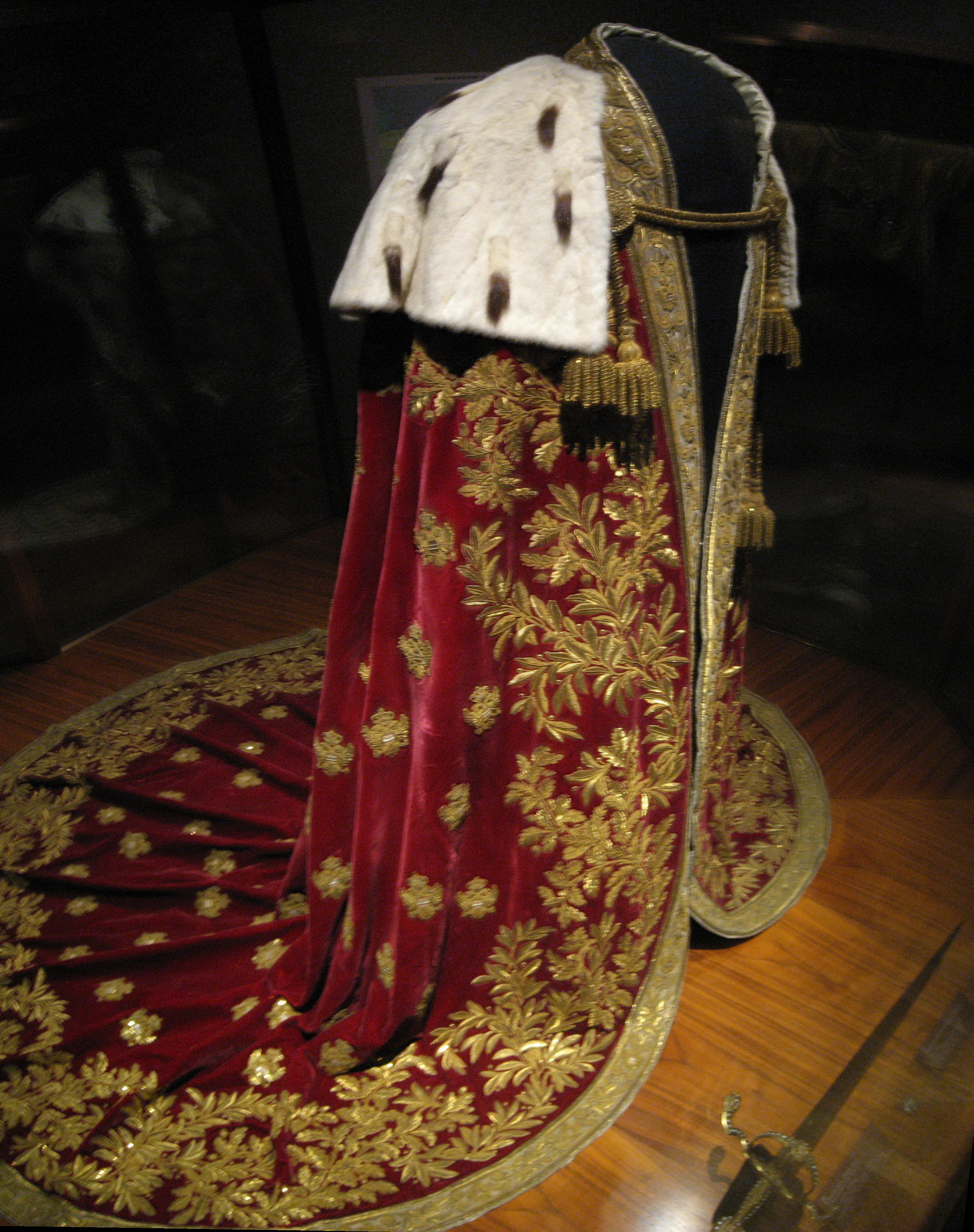
Mantel van een Oostenrijkse keizer

De meest aansprekende toepassing staat beschreven in Exodus 36:14. “Verder maakte hij gordijnen van geitenhaar, tot een tent over den tabernakel, van elf gordijnen maakte hij ze”. Tot op de dag van vandaag is mohair velours in de meest fantastische kleuren te vinden in serails in het Midden-Oosten.
De toepassing als meubelbekleding was zeer gevarieerd. Voorbeelden zijn de Scala in Milaan, cruiseschepen en het stadhuis van Pretoria. Een bijzondere toepassing was jarenlang die van Steigfellen voor ski's.
De uit Frankrijk afkomstige wever Daniel Havert vestigde in 1686 in Utrecht een weverij voor velours van geitenhaar. Door de eigenschappen van dit weefsel werd het tot ver in het buitenland bekend als Velours d'Utrecht, Utrechter Plüsch en Utrecht velvet.  
De productie van trijp kreeg rond 1900 een herleving in Nederland. Naast de Hengelose trijpweverij werd Eindhoven een productiecentrum, met Schellens. 